# Paul Wesley

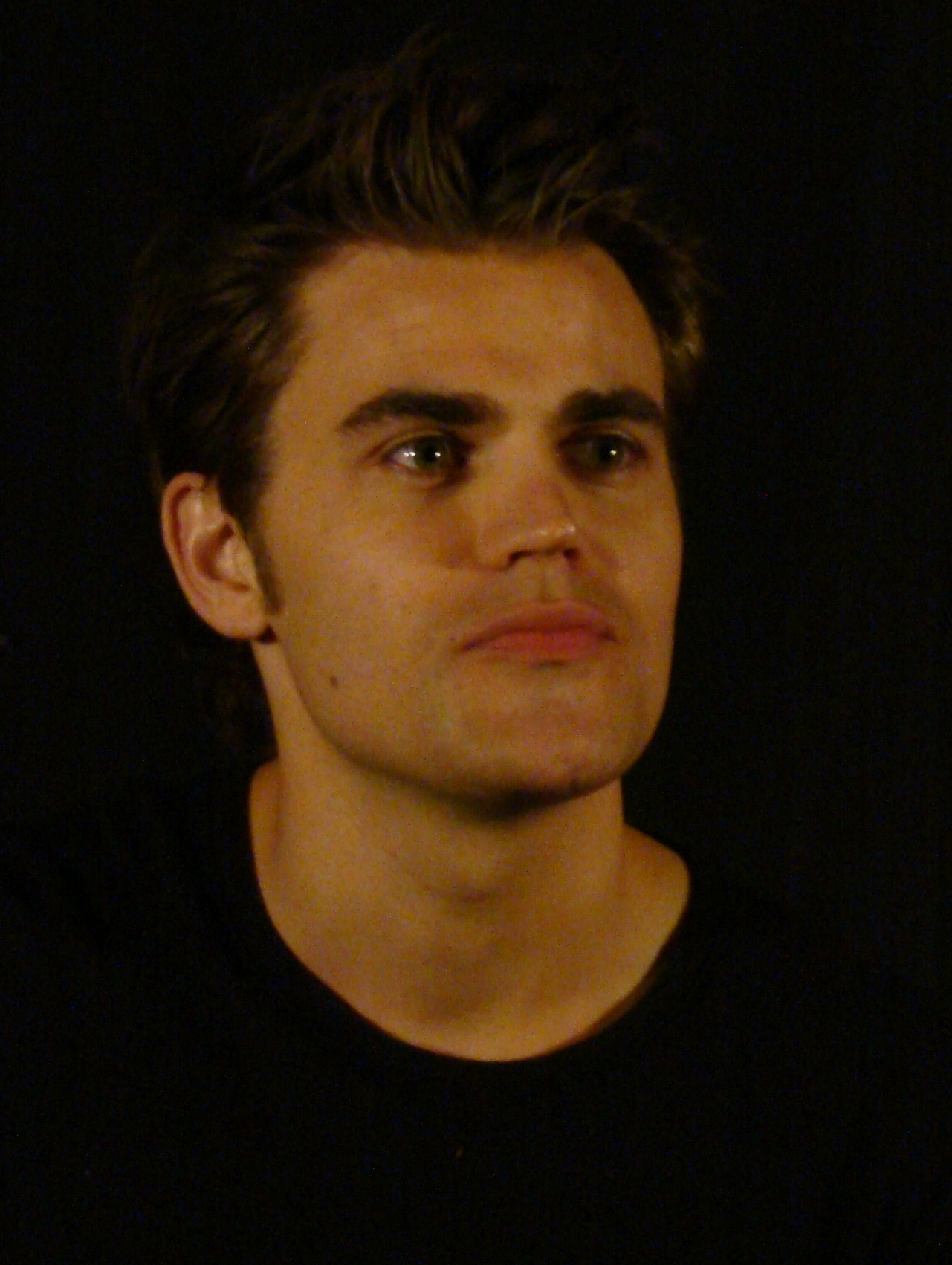
Wesley w 2012.

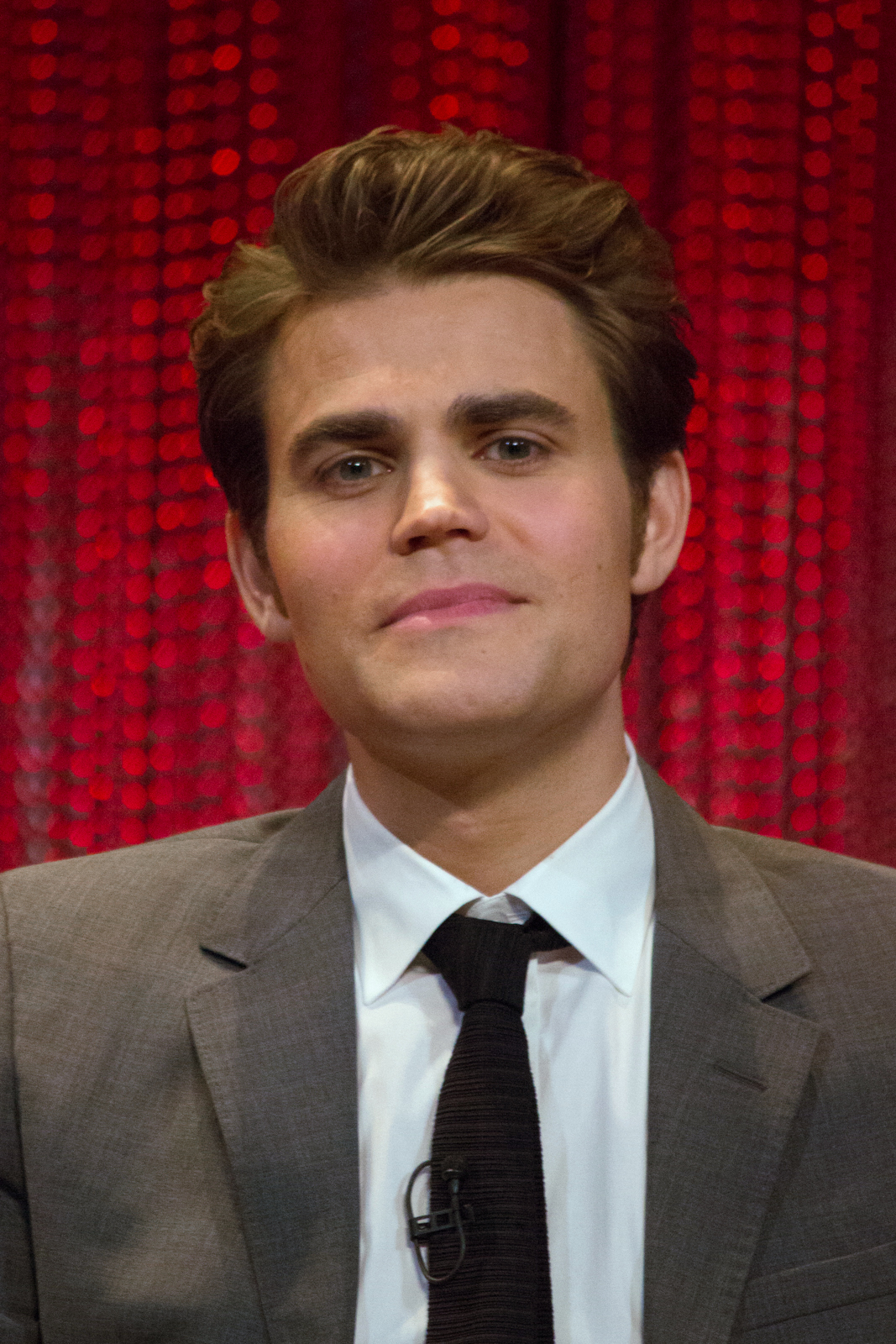
Wesley w 2014.

Paul Wesley, właśc. Paweł Tomasz Wasilewski (ur. 23 lipca 1982 w New Brunswick) – amerykański aktor, reżyser, producent telewizyjny i filmowy pochodzenia polskiego.

## Życiorys

### Wczesne lata
Urodził się w New Brunswick, w stanie New Jersey jako syn emigrantów Agnieszki (z domu Smoleńska) i Tomasza Wasilewskiego. Wychowywał się wraz z trzema siostrami: starszą Moniką (ur. 1980) oraz młodszymi – Julią (ur. 1996) i Leah (ur. 1998), w Marlboro, w stanie New Jersey, gdzie uczęszczał do Marlboro High School. Po ukończeniu trzeciej klasy licealnej podczas wakacji uczestniczył w programie letnich zajęć artystycznych, gdzie zainteresował się aktorstwem. Naukę kontynuował w Christian Brothers Academy w Lincroft w New Jersey i Rutgers University w New Jersey.

### Kariera
Jako siedemnastolatek zadebiutował na szklanym ekranie rolą Seana McKinnona w operze mydlanej NBC Inny świat (Another World, 1999). Następnie pojawił się w operze mydlanej CBS Guiding Light (1999–2000).
W telewizyjnym dramacie HBO Agnieszki Holland Strzał w serce (Shot in the Heart, 2001) u boku Giovanniego Ribisi, Eliasa Koteasa i Sama Sheparda zagrał postać Gary’ego Gilmore’a, skazanego na karę śmierci za brutalne morderstwo dwóch mormonów. Był rycerzem Lancelotem w telefilmie NBC Młody król Artur (2002). W dramacie sportowym Siła spokoju (2006), zrealizowanym na podstawie scenariusza Kevina Bernhardta, wystąpił u boku Scotta Mechlowicza i Nicka Nolte jako Travor. Pojawił się w głównej roli reżysera telewizyjnego Jake’a Tannera w dreszczowcu Jeffa Fishera Killer Movie (2008).
Występował gościnnie w serialach Prawo i porządek (2000, 2002, 2005), Tajemnice Smallville (2003), Życie na fali (2003), CSI: Kryminalne zagadki Miami (2004), CSI: Kryminalne zagadki Nowego Jorku (2005) The Originals (2016)   i Jordan (2006). Zagrał również główną rolę w miniserialu Upadłe anioły (2006). W latach 2009–2017 grał w Pamiętnikach wampirów, gdzie wcielał się w Stefana Salvatore. Rola ta przyniosła mu międzynarodową popularność. W 2018 zagrał postać Eddy’ego Longo w serialu internetowym Opowiedz mi bajkę (Tell Me A Story).

## Życie prywatne
Od listopada 2004 do 2005 związany był z Marne Patterson. W kwietniu 2007 spotykał się z aktorką Torrey DeVitto, z którą ożenił się 16 kwietnia 2011. Małżeństwo zakończyło się dwa lata później. Od lipca 2013 do października 2017 związany był z aktorką Phoebe Tonkin, którą poznał na planie Pamiętników wampirów. W 2017 związał się z Ines de Ramon, którą poślubił w sierpniu 2018. We wrześniu 2022 roku para ogłosiła separację, a rozwód został sfinalizowany w 2024 roku. Po separacji Ines de Ramon zaczęła spotykać się z Bradem Pittem, a Wesley nawiązał relację z modelką Natalie Kuckenburg.  